# Laysan
Laysan (en hawaiano Kauō, históricamente Moller) es una de las islas de Sotavento de Hawái. Está situada a 1500 km al noroeste de Honolulú.

## Geografía
Laysan es una isla baja de arena con un lago interior que está a 2,4 metros sobre el nivel del mar. La superficie total es de 4,11 km². El lago tiene un grado de salinidad de entre 12 y 14 %, el triple que el agua de mar.
Laysan tiene dos especies endémicas en peligro de extinción: el pato Anas laysanensis y el pardal Telespiza cantans.

## Historia
Laysan fue descubierta el 12 de marzo de 1828 por el capitán Stanikowitch del barco ruso Moller. En 1857 fue anexionada al reino de Hawaii y en 1890 fue cedida a una compañía norteamericana para la explotación del guano. En doce años de actividad minera se destruyó el ecosistema de la isla. La importante colonia de aves marinas, especialmente de albatros, estuvo en peligro de extinción. Por otra parte los trabajadores del guano introdujeron conejos que se reprodujeron rápidamente hasta devorar prácticamente toda la vegetación. Además, los comerciantes japoneses acudían a recoger plumas de aves. En 1909 el presidente Theodore Roosevelt declaró la mayoría de islas de sotavento como reserva natural para la protección de las aves. En 1923 se exterminaron a los conejos y se ha hecho un esfuerzo para recuperar la vegetación nativa.

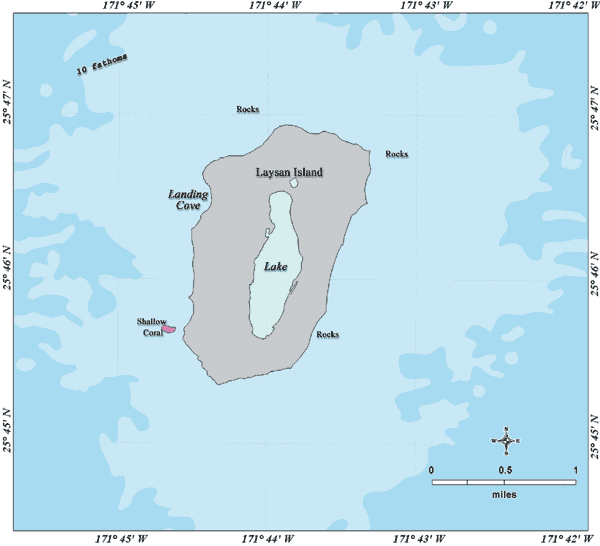
Laysan (lago interior).

- Datos: Q34720
- Multimedia: Laysan / Q34720